# Адлерфлихт, Элизабет фон

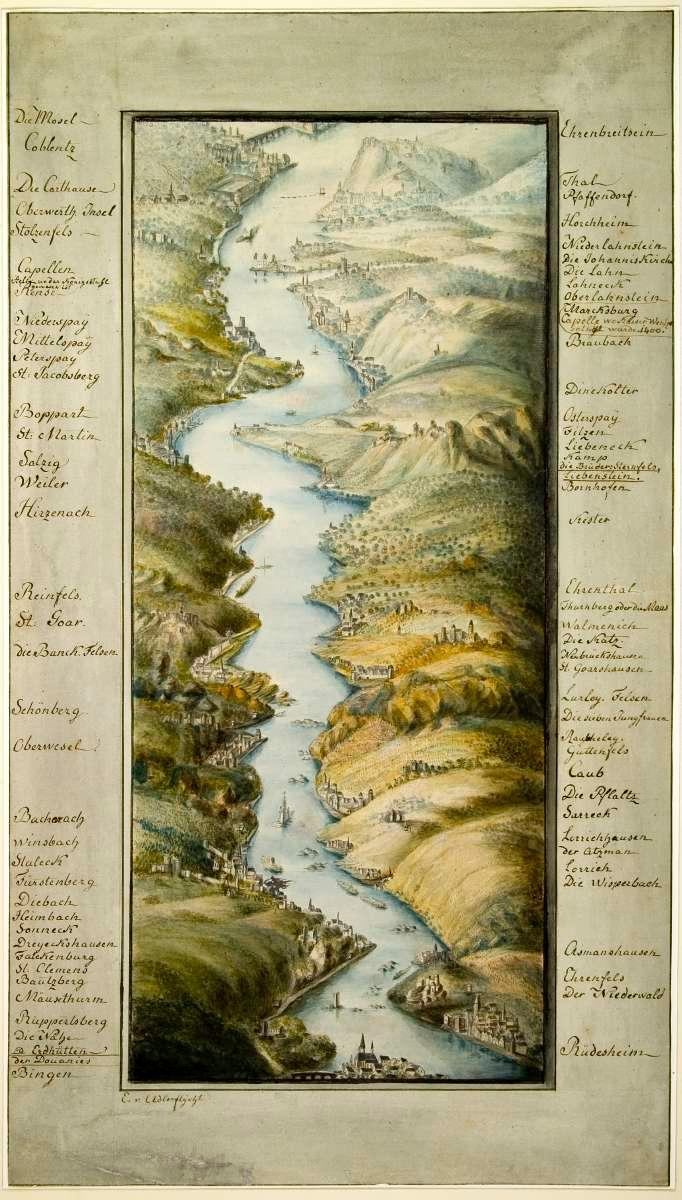
Долина Рейна между Бингеном и Кобленцем (1811), Исторический музей Франкфурта

Элизабет фон Адлерфлихт (полное имя Сюзанна Мария Ребекка Элизабет фон Адлерфлихт) (нем. Susanna Maria Rebecca Elisabeth von Adlerflycht, урождённая фон Ризе (von Riese); 23 сентября 1775, Вольный город Франкфурт, Священная Римская Империя — 15 марта 1846, Германский Союз) — немецкая художница-любитель, первооткрыватель написания панорамы Рейна (Rheinpanorama).

## Биография
Элизабет фот Адлерфлихт была ученицей франкфуртского натюрмортиста и портретиста Иоганна Даниэля Багера (Johann Daniel Bager) (1734–1815)
и вышла в 1797 году замуж за юриста и будущего сенатора Франкфурта Юстиниана фон Адлерфлихта (Justinian von Adlerflycht).
После поездки по Рейну в 1811 году, художница нарисовала панораму долины Рейна (Mittelrhein) от устья реки Наэ до устья Мозеля. Издатель Иоганн Фридрих Котта (Johann Friedrich Cotta) (1764–1832) признал новизну дизайна этой художественно-географической карты и в 1822 году в Штутгарте литографировал этот лист штутгартским театральным художником Карлом Келлером (1775–1853). С 1823 года Фридрих Вильгельм Делькескамп (Friedrich Wilhelm Delkeskamp) составлял макеты классической панорамы Рейна от Майнца до Кёльна для франкфуртского издателя Фридриха Вильманса (Friedrich Wilmans).
Во Франкфурте Элизабет фон Адлерфлихт была владелицей небольшой коллекции картин.
Память о патрицианской семье Адлерфлихт в городе сохранена. Этой фамилией названы площадь и улица в северной части Франкфурта. С 1876 по 1932 год также функционировала Адлерфлихтшуле — высокого уровня реальная школа с дошкольным учреждением.

## Рейнская панорама в России
В Государственном Эрмитаже (Санкт-Петербург) хранится экземпляр первой литографической живописно-географической панорамы Рейна, отпечатанный Карлом Келлером (чёрно-белый вариант). Он поступил на хранение в 1937 году.